# Bokourobe
Bokourobe est une petite ville du Togo située dans la Préfecture de Bassar, dans la région de la Kara

## Géographie
Bokourobe est situé à environ 63 km de Kara,

## Vie économique
- Marché public les mardi
- Coopérative d'arachide

## Lieux publics
- École primaire